# Соглашение между СССР и Соединённым Королевством о взаимных поставках, кредите и порядке платежей
Соглашение о взаимных поставках, кредите и порядке платежей от 16 августа 1941 года — соглашение между правительством Соединенного Королевства Великобритании и Северной Ирландии и правительством Союза Советских Социалистических Республик о взаимных поставках, кредите и способах оплаты, заключённое с целью совместной борьбы против гитлеровской Германии и её союзников.

## Предыстория военно-технического сотрудничества между СССР и Великобританией
22 июня 1941 года премьер-министр Великобритании Уинстон Черчилль заявил по радио: «Мы окажем русскому народу и России любую помощь, какую только сможем». 27 июня 1941 года в Москву из Великобритании возвратился посол в СССР Стаффорд Криппс. Вместе с ним прибыла военная миссия во главе с генерал-лейтенантом Фрэнком Мэйсон-Макфарланом и экономическая миссия во главе с Лоуренсом Кэдбери. Возглавить переговоры с Советским Союзом Британское правительство поручило С. Криппсу. 10 июля 1941 года Криппса принял Сталин И. В., и через два дня Молотовым В. М. и С. Криппсом было подписано «Соглашение между правительствами СССР и Великобритании о совместных действиях в войне против Германии».

## Подготовка и подписание Соглашения
Соглашение было подготовлено в июле — августе 1941 года наркомом внешней торговли Микояном А. И., послом Великобритании в СССР Стаффордом Криппсом и одним из директоров Банка Англии Лоуренсом Кэдбери. Поскольку на определённом этапе переговоры зашли в тупик, 9 августа посол Великобритании обратился с письмом к народному комиссару иностранных дел Молотову В. М. с просьбой об организации встречи со Сталиным И. В. Основные разногласия по кредиту состояли в следующем:
- По советскому проекту: срок кредита пять лет, начало платежей — через три года, завершение — через семь лет.
- По английскому проекту: срок кредита четыре года, начало платежей — через год, завершение — через семь лет.
- Стоимость кредита по советскому проекту — 3 %, по английскому — 3,5 %.

Однако Сталин отказался от встречи с Криппсом, направив его к Молотову. Эта встреча состоялась 12 августа 1941 года. 14 августа 1941 года Микоян А. И. представил проект соглашения в ЦК ВКП(б). Соглашение было подписано Микояном и Криппсом 16 августа 1941 года в Москве. Следом было подписано и Соглашение между Госбанком СССР и Банком Англии, которое регулировало все технические вопросы банковских операций, связанных с кредитным соглашением.

## Содержание соглашения
Соглашением от 16 августа 1941 года сумма кредита была установлена в 10 млн фунтов стерлингов (приблизительно 40 млн. долларов) под 3 % годовых. Советское Правительство приняло на себя обязательства оплачивать 40 % поставок валютой и золотом (в том числе выручкой от встречных поставок из СССР в Великобританию), а остальные 60 % — за счёт кредита.
В июне 1942 года сумма кредита была увеличена на 25 млн фунтов, а в феврале 1944 года ещё на 25 млн фунтов. Всего к концу войны в Европе сумма кредита составила 60 млн фунтов.
27 июня 1942 года между правительством Великобритании и правительством СССР было заключено «Соглашение о финансировании военных поставок и другой военной помощи от правительства Соединённого Королевства Великобритании и Северной Ирландия правительству Союза Советских Социалистических Республик». В соответствии с данным соглашением военные поставки в СССР осуществлялись бесплатно. При этом оговаривалось, что термин «военные поставки» включает все вооружения, боеприпасы, танки и другие военные транспортные средства, самолёты и другое военное оборудование, но не включает сырьё или оборудование общего характера. Несмотря на то, что соглашение было подписано в 1942 году, его положения вступили в силу с 22 июня 1941 года..

## Выполнение Соглашения со стороны Великобритании
Объёмы и номенклатура поставок устанавливались на основании заявок, полученных от Советского Союза, с учётом производственных и логистических возможностей Великобритании, Канады и США. До июля 1943 года канадские поставки шли в счёт поставок Великобритании. После принятия Канадой закона «О взаимопомощи объединённых наций» она осуществляла поставки самостоятельно — по «Соглашению о предоставлении Канадой военных поставок». Также часть поставок по обязательствам Великобритании приняли на себя США. Это было связано с тем, что Великобритания, в свою очередь, поставляла самолёты, авиационные двигатели и прочую технику для нужд американской армии.
Обязательства союзников закреплялись в Протоколах, подписанию которых предшествовала сложная дипломатическая работа. Как правило, стороны стремились зафиксировать объёмы поставок на следующий год, начиная с истечения срока действия предыдущего протокола. Однако имеющиеся разногласия между сторонами приводили к тому, что сроки подписания протоколов затягивались.

### Московский протокол

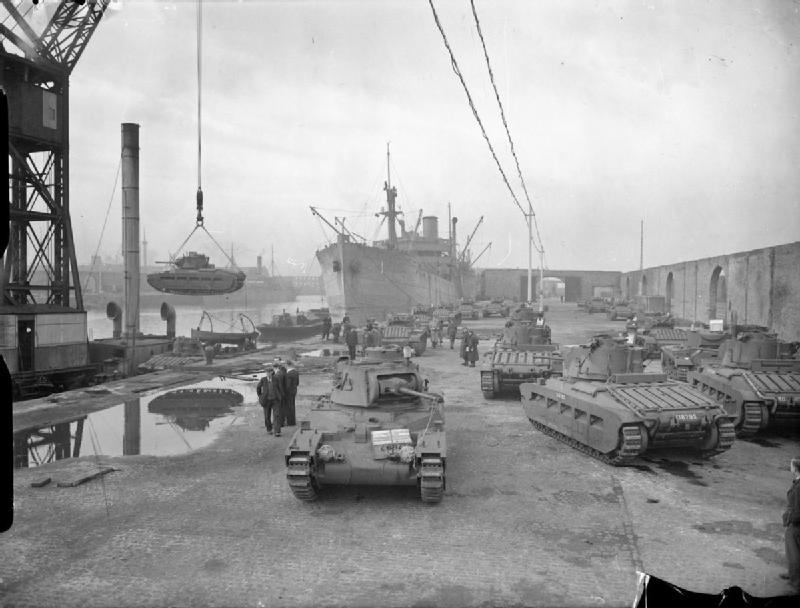
Погрузка танков «Матильда» для СССР в ливерпульских доках (октябрь 1941 года)

С 29 сентября по 1 октября 1941 года в Москве состоялась Конференция представителей СССР, Великобритании и США по вопросу о военных поставках Советскому Союзу. Советскую делегацию возглавлял нарком иностранных дел Молотов В. М., английскую — министр снабжения лорд У. Бивербрук, американскую — личный представитель президента США А. Гарриман. В работе конференции принял участие Сталин И. В.
Результаты конференции были зафиксированы в протоколе, подписанном 1 октября. Союзники взяли на себя обязательства с 1 октября 1941 года по 30 июня 1942 года ежемесячно поставлять в СССР вооружение и военные материалы, нехватка которых в условиях отступления советских войск и эвакуации предприятий из прифронтовой зоны могла привести к тяжёлым последствиям для всех стран антигитлеровской коалиции. Поставки предусматривались Соединёнными Штатами на основе закона о ленд-лизе, а Великобританией — на основе Соглашения о взаимных поставках, кредите и порядке платежей от 16 августа 1941 года.

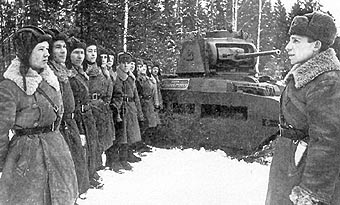
Советские танкисты и британский танк «Матильда» Mk II

Советский Союз должен был получить от союзников 3,5 тыс. танков, 4,5 тыс. самолётов, 85 тыс. грузовых автомобилей, 2 тыс. тонн алюминия, 1 тыс. тонн броневых листов и т. д. Со своей стороны СССР выразил готовность снабжать Великобританию и США сырьём для военного производства, в котором они испытывали нужду. Однако осуществить в полном объёме поставки, оговоренные Московским протоколом, союзникам не удалось.

### Вашингтонский протокол
6 октября 1942 года в Вашингтоне С. Уэллес, Литвинов М. М. и Р. Кемпбелл от имени Соединённых Штатов, СССР и Великобритании соответственно подписали Второй протокол. Вторым (Вашингтонским) протоколом предусматривались поставки 7 млн тонн грузов СССР на сумму 3 млрд долларов. Две трети от этой суммы приходилось на оружие и боеприпасы, оставшаяся сумма пришлась на промышленное оборудование (400 млн долларов) и продовольствие (600 млн долларов).

### Лондонский протокол
Переговоры о поставках по Лондонскому протоколу на период поставок с 1 июля 1943 года по 30 июня 1944 года продолжались почти весь 1943 г. В начале июня США передали в Москву свой проект протокола, в котором предлагалось ввезти в СССР 4,5 млн тонн грузов, что ненамного превышало поставки по Вашингтонскому протоколу, а потому совершенно не устраивало советскую сторону. Последующие переговоры переросли в сложную дипломатическую игру, в которой увеличение поставок было напрямую связано с уступками советской стороне.
Официальное подписание протокола состоялось 19 октября 1943 г. Впервые, наряду с делегатами от США, Великобритании и СССР, его подписал и представитель Канады. По месту подписания договор получил название Лондонского. Согласно новому протоколу советской стороне гарантировалось получение всех материалов и вооружения, недопоставленных по Вашингтонскому протоколу.
В Лондонском протоколе была существенно увеличена заявка на промышленное оборудование, средства связи, одежду, продовольствие, медикаменты и материалы, необходимые для восстановления разрушенного хозяйства.

### Оттаввский протокол
Четвёртый протокол был подписан 17 апреля 1945 г. в Оттаве. С советский стороны его подписал полномочный представитель и посол в Канаде Зарубин Г. Н. Согласно Оттавскому протоколу Соединённые Штаты обязались поставить в СССР 5700 тыс. тонн военных материалов и оборудования, включая почти все канадские, а также американские грузы, поступавшие в счёт британских поставок. Как и в ранее подписанных документах, все поставки осуществлялись на основе ленд-лиза. Однако в одной из категорий поставок Оттавского протокола — «Промышленное оборудование» — были выделены станки и механизмы, оплачиваемые как на основе закона о ленд-лизе (на сумму около 650 тыс. долл.), так и в счёт кредита (на 482 тыс. долл.). К последним было отнесено оборудование, требующее длительного времени изготовления и рассчитанное на многолетний срок эксплуатации. Технологические линии по производству пищевых продуктов, угледобывающее, энергетическое, металлургическое, стеклодувное, химическое оборудование, отнесённые к данной категории, по мнению американской стороны, уже не могли быть использованы для ведения войны, близость окончания которой стала очевидной.

## Экспорт из СССР в Великобританию
Во время Великой Отечественной войны экспорт из Советского Союза осуществлялся по Соглашению от 16.08.1941 года, так и вне данного соглашения. Вне соглашения поставлялись пушнина, драгоценные камни (бриллианты, изумруды и жемчуг), произведения печати и кинокартины, а также некоторые другие товары. Экспорт вне соглашения составил 1 997 тыс. фунтов стерлингов.
Экспорт по Соглашению в период с 16.08.1941 г. по 31.12.1945 г. составил 10 560 тыс. фунтов стерлингов.
| №п/п | Наименование товара                | Единицы измерения | Поставлено | Поставлено       |
| №п/п | Наименование товара                | Единицы измерения | Количество | Сумма, тыс. ф.ст |
| 1    | Руды и металлы, в том числе:       | тыс.ф.ст.         | -          | 1850             |
| 1.1  | Хромовая руда                      | тонн              | 20877      | 131              |
| 1.2  | Серебро                            | тонн              | 290        | 952              |
| 1.3  | Платина                            | унций             | 87124      | 767              |
| 2.   | Лесоматериалы                      | тыс.ф.ст.         | -          | 2772             |
| 3    | Нефтепродукты, в том числе:        | тыс.ф.ст.         | -          | 174              |
| 3.1  | Автол                              | тонн              | 755        | 7                |
| 3.2  | Битум                              | тонн              | 21536      | 167              |
| 4    | Химические товары, в том числе:    | тыс.ф.ст.         | -          | 1634             |
| 4.1  | Магнезит металлургический          | тонн              | 21 922     | 202              |
| 4.2  | Хлористый калий                    | тонн              | 49 008     | 443              |
| 4.3  | Пек архангельский                  | тонн              | 491        | 8                |
| 4.4  | Смола архангельская                | тонн              | 4 786      | 104              |
| 4.5  | Апатитовые концентраты             | тонн              | 67995      | 124              |
| 4.6  | Мышьяк                             | тонн              | 4008       | 104              |
| 4.7  | Углекислый калий                   | тонн              | 101        | 5                |
| 4.8  | Сантонин                           | кг                | 1575       | 71               |
| 4.9  | Канифоль                           | тонн              | 3403       | 79               |
| 4.10 | Бальзам-скипидар                   | тонн              | 852        | 51               |
| 4.11 | Целлюлоза                          | тонн              | 11082      | 213              |
| 4.12 | Эфирные масла                      | тыс. ф.ст.        | -          | 226              |
| 4.13 | Пековое масло                      | тонн              | 15         | 5                |
| 5    | Сырьё животного происхождения      | тыс.ф.ст.         | -          | 1050             |
| 6    | Прядильные материалы, в том числе: | тыс.ф.ст.         | -          | 2969             |
| 6.1  | Хлопок                             | тонн              | 12107      | 1048             |
| 6.2  | Лен                                | тонн              | 7152       | 1586             |
| 6.3  | Кудель                             | тонн              | 133        | 6                |
| 6.4  | Шелк и отходы шелка                | тонн              | 374        | 294              |
| 6.5  | Тряпье                             | тонн              | 884        | 36               |
| 7    | Прочие товары, в том числе:        | тыс. ф.ст.        | -          | 111              |
| 7.1  | Семена                             | тыс. ф.ст.        | -          | 26               |
| 7.2  | Лекарственные травы                | тыс. ф.ст.        | -          | 13               |
|      | ВСЕГО:                             | тыс. ф.ст.        | -          | 10560            |

## Итоги военно-технического сотрудничества
11 июня 1944 года газета «Правда» вышла со статьёй на первой полосе «О поставках Советскому Союзу вооружений, стратегического сырья, промышленного оборудования и продовольствия Соединёнными Штатами Америки, Великобританией и Канадой».
В статье было сказано следующее:

Великобритания отправила в Советский Союз с 22 июня 1941 года по 30 апреля текущего года 1 150 тыс. тонн вооружения, стратегического сырья, промышленного оборудования и продовольствия. Из этого количества 319 тыс. тонн было отправлено без оплаты в порядке военной помощи; 815 тыс. тонн сырья, промышленного оборудования и продовольствия на сумму 83,7 миллиона фунтов стерлингов было отправлено на основе соглашения между СССР и Великобританией о взаимных поставках, кредите и порядке платежей от 16 августа 1941 года (часть в кредит, часть за наличный расчет).

Из отправленного количества грузов прибыло в Советский Союз 1 041 тысяча тонн, в том числе в 1941 году — 158 тысяч тонн, в 1942 году — 375 тысяч тонн., в 1943 году — 364 тысячи тонн и за 4 месяца текущего года — 144 тысячи тонн. На 1 мая текущего года находилось на пути в Советский Союз 44 тысячи тонн грузов. В Советский Союз доставлены из Великобритании следующие, из наиболее важных, предметы вооружения и военного снаряжения: 3 384 самолёта и кроме того 2 442 самолёта доставлены из США в счет обязательств Великобритании; 4 292 танка; 12 минных тральщиков; 5 239 автомашин и бронетранспортёров; 562 зенитных пушки; 548 противотанковых пушек, снарядов — 17 миллионов штук, патронов — 290 миллионов штук, пороха — 17,3 тысячи тонн, 214 радиоустановок управления артогнём, 116 приборов для обнаружения подводных лодок. В числе стратегического сырья поставлено: каучука — 103,5 тысяч тонн, алюминия — 35,4 тысячи тонн, олова — 29,4 тысячи тонн, свинца — 47,7 тысяч тонн, кобальта — 245 тонн, джута, сизали и изделий из них — 93 тысячи тонн. Из числа оборудования для нужд оборонной промышленности доставлено: 6 491 металлорежущий станков, разного промышленного оборудования на сумму 14,4 миллиона фунтов стерлингов, в том числе: энергосилового оборудования на общую мощность 374 тыс. кВт., 15 084 электромотора, 104 пресса и молота, 24 портальных крана, технических алмазов на 1 206 тысяч фунтов стерлингов. Продовольствия доставлено в количестве 138,2 тысяч тонн.— 
16 апреля 1946 г. в британской Палате общин премьер-министром Клементом Эттли были обнародованы данные о поставках Великобритании Советскому Союзу за период с 1 октября 1941 г. по 31 марта 1946 г. Стоимость военных поставок составила 308 млн фунтов, гражданских поставок — 120 млн фунтов. Эти цифры не включали в себя стоимость морских перевозок. Они также не принимали во внимание помощь, оказанную британским флотом в виде сопровождения конвоев.
Помимо вооружений, оборудования и стратегического сырья, Великобритания поставляла в Советский Союз продовольствие. В том числе: чай из Цейлона и Индии, какао-бобы, пальмовое масло и ядра пальм из Западной Африки; арахис из Индии, кокосовое масло из Цейлона; перец и специи из Индии, Цейлона и Британской Вест-Индии. Общая стоимость всех поставляемых продуктов питания: 8 210 000 фунтов стерлингов.
Согласно советским статистическим данным по Соглашению от 16 августа 1941 года в СССР по состоянию на 31.12.1945 г. было отгружено товаров на сумму 111 млн фунтов стерлингов, поступило товаров на сумму 107,8 млн фунтов стерлингов. Данные цифры не включают в себя военные поставки.
| Наименование товара                           | Завезено в СССР  |
| Наименование товара                           | Сумма, тыс. ф.ст |
| Морское судовое оборудование                  | 69,0             |
| Краны                                         | 1,6              |
| Автомашины, тракторы и запчасти               | 36,7             |
| Промышленное оборудование                     | 37516,8          |
| Материалы техснабжения                        | 4302,2           |
| Цветные и чёрные металлы                      | 16769,0          |
| Каучук и изделия из каучука                   | 18421,2          |
| Химические товары                             | 1162,0           |
| Продовольственные товары                      | 6171,1           |
| Кожа и обувь                                  | 3405,9           |
| Прядильные материалы, ткани и готовые изделия | 19103,1          |
| Разные товары                                 | 805,7            |
| ВСЕГО:                                        | 107800           |

## Погашение кредита
В 1947 году Советской стороне стало известно, что Великобритания снизила Франции платежи по военному кредиту с 3 % до 0,5 %. Микояну А. И. удалось согласовать со Сталиным И. В. проведение переговоров с британскими представителями по поводу реструктуризации советского военного кредита. После войны Великобритания была заинтересована в продолжении экономического сотрудничества с СССР, в первую очередь, в закупках зерна. В апреле 1947 года в СССР для переговоров прибыл министр торговли Великобритании Гарольд Вильсон. После длительных переговоров (всего Микоян А. И. и Г. Вильсон провели 32 встречи) стороны пришли к соглашению, что сроки оплаты 50 % непогашенных к 1 мая 1947 года ссуд переносятся на последующие 15 лет, а процентная ставка по непогашенным на 1 мая 1947 года ссудам будет снижена с 3 % до 0,5 % годовых. Советский Союз, в свою очередь, обязался поставить Великобритании 500 тыс. тонн зерна из урожая 1947 года. Впоследствии эта цифра была увеличена до 1 млн тонн. Протокол Соглашения, подготовленный Микояном и Вильсоном, был подписан 27 декабря 1947 года. С британской стороны его формально подписал посол Морис Петерсон, с советской — министр внешней торговли Микоян А. И.
Выгоды, полученные советской стороной от изменений условий кредита, установленных Соглашением 1941 года, составили 10,5 млн фунтов стерлингов. Кроме того, в результате достигнутых в ходе переговоров 1947 года соглашений о скидках с цен на товары, поставленные по Соглашению 1941 года, а также об урегулировании претензий военного времени, были получены выгоды в общей сумме 47,8 млн фунтов стерлингов. Таким образом, всего в результате Соглашения 1947 года выигрыш советской стороны составил 58,3 млн фунтов стерлингов.

## Оценка Соглашения
В номере 140 газеты «Правда» за 11 июня 1944 года было сказано:
"Советский народ высоко ценит помощь, получаемую от Соединённых Штатов Америки, Великобритании и Канады. В своём первомайском приказе Верховный Главнокомандующий Маршал Советского Союза товарищ Сталин указывал, что успехам Красной Армии «в значительной мере содействовали наши великие союзники, Соединённые Штаты Америки и Великобритания, которые держат фронт в Италии и отвлекают от нас значительную часть немецких войск, снабжают нас весьма ценным стратегическим сырьём и вооружением, подвергают систематической бомбардировке военные объекты в Германии и подрывают, таким образом, военную мощь последней».
В ходе дебатов в британской Палате общин, состоявшихся 16 апреля 1946 года, премьер-министру К. Эттли был задан вопрос о том, насколько советский народ осведомлён о существенном вкладе союзников в победу над Германией. Ему было рекомендовано организовать регулярные передачи ВВС на русском языке на эту тему, чтобы советские граждане имели возможность правильно оценить вклад союзников в общую победу.